# 히포페데
기하학에서 히포페데(영어: hippopede 히포피드[*])는 다음 형태의 방정식으로 결정되는 평면 곡선이다.
{\displaystyle (x^{2}+y^{2})^{2}=cx^{2}+dy^{2}},
여기서 c>0, c>d이라 가정한다(이외의 조건에서는 곡선이 성립되지 않는다). 히포페데는 x축과 y축 모두를 중심으로 대칭을 이루는 4차의 대수 곡선이다. d>0인 경우 이 곡선은 부스의 난형(영어: oval of Booth)으로 알려진 타원형을 띠며, d<0인 경우 이 곡선은 숫자 8 또는 기호 ∞와 유사하고 부스의 렘니스케이트(영어: lemniscate of Booth)라고 알려져있다. 이 둘 모두 이를 연구했던 제임스 부스(영어: James Booth, 1810-1878)의 이름을 딴 것이다. 히포페데는 또한 프로클로스 (그래서 이 곡선은 종 프로클로스의 히포페데라고도 불린다)나 에우독소스에 의해 연구되기도 했다. d=−c인 경우, 히포페데는 베르누이의 렘니스케이트와 일치한다. 어원은 말의 족쇄를 뜻하는 고대 그리스어: ἱπποπέδη 히포페데[*]이다.

## 원환면을 이용한 정의

a = 1이고, b = 0.1, 0.2, 0.5, 1.0, 1.5, 2.0.일 때의 히포페데

b = 1이고, a = 0.1, 0.2, 0.5, 1.0, 1.5, 2.0.일 때의 히포페데

히포페데는 원환면과 평면의 교선으로도 정의될 수 있다. 이때 평면은 토러스의 축에 평행하며 그 안쪽 원에 접하여야 한다. 그래서 이것은 환면곡선의 일종이다.
반지름이 a인 원이 그 중심과 축의 거리를 b로 유지하며 회전하여 만들어진 원환면이 있을 때, 이 원환면으로부터 유도된 히포페데의 극좌표방정식은 다음과 같으며
{\displaystyle r^{2}=4b(a-b\sin ^{2}\theta )\,}
또는 직교좌표계로 아래와 같다.
{\displaystyle (x^{2}+y^{2})^{2}+4b(b-a)(x^{2}+y^{2})=4b^{2}x^{2}}.
a>b인 경우, 원환면은 자기자신과 교차하기 때문에 일반적인 형태를 띠지 않음을 기억해두자.

## 같이 보기
- 베르누이의 렘니스케이트

## 참고 문헌
- Lawrence JD. (1972). 《Catalog of Special Plane Curves》. Dover Publications.
- Booth J. (1877) [1873]. 《A Treatise on Some New Geometrical Methods》. Longmans, Green, Reader, and Dyer.
- Weisstein, Eric Wolfgang. “Hippopede”. 《Wolfram MathWorld》 (영어). Wolfram Research.
- "Hippopede" at 2dcurves.com
- "Courbes de Booth" at Encyclopédie des Formes Mathématiques Remarquables